# Breceña
Breceña es un lugar y una parroquia del concejo asturiano de Villaviciosa, en España.
Tiene una superficie de 6,71 km² en la que habitan un total de 104 personas (INE 2005) repartidas entre las poblaciones de Breceña, Buslad, Ceyanes, Charcón, cueto, La Infiesta, Llañana, Novales, Pando, Seli, Soto, Terrero y Vallina. 
En el lugar de Breceña habitan 13 personas. Se encuentra a unos 345 metros de altura sobre el nivel del mar, a 7,5 km de la capital del concejo. Se llega a Breceña desde Villaviciosa por medio de la carretera AS-332.